# Blue Movie (film 1978)
Blue Movie è un film del 1978 diretto da Alberto Cavallone.

## Trama
Una donna sfugge a una tentata violenza, per ritrovarsi poi sequestrata da un fotografo sado-masochista che, scioccato dalla sua esperienza in territori di guerra, riversa le sue perversioni sulle povere malcapitate di turno.